# Subjektivní právo
Jako subjektivní právo (neboli oprávnění) se označuje právo určitého subjektu na něco, možnost chovat se určitým způsobem. Subjektivní právo je jinak řečeno zákonem garantovaná míra možného chování. Objektivní právo pak subjektivní práva buď přímo umožňuje, subjektivní práva z něj vyplývají, anebo je alespoň nezakazuje. Objektivní právo také zakládá postupy, kterými se subjektivní právo vynucuje, pokud je porušeno, např. podáním žaloby k soudu.
Podle toho, čí subjektivní povinnosti takovému právu odpovídají, se subjektivní práva dělí na:
- absolutní, která působí vůči všem (erga omnes), např. vlastnické právo či právo na ochranu osobnosti,
- relativní, která působí jen v rámci nějakého právního vztahu (inter partes), např. právo na splnění závazku.

## Příklady z českého právního řádu
- § 1829 odst. 1 OZ: Spotřebitel může odstoupit od smlouvy uzavřené distančním způsobem nebo od smlouvy uzavřené mimo obchodní prostory ve lhůtě čtrnácti dnů. Není-li dále stanoveno jinak, končí lhůta uplynutím čtrnácti dnů ode dne uzavření smlouvy.
- § 1949 OZ: Dlužník může plnění odepřít, nevydá-li mu věřitel zároveň kvitanci.
- § 161 odst. 6 TZ: Vyšetřování může konat i kapitán lodi při dálkových plavbách o trestných činech spáchaných na této lodi; přitom postupuje přiměřeně podle ustanovení upravujících postup policejního orgánu konajícího vyšetřování.
- § 1969 OZ: Po dlužníkovi, který je v prodlení, může věřitel vymáhat splnění dluhu, anebo může od smlouvy odstoupit za podmínek ujednaných ve smlouvě nebo stanovených zákonem.
- § 179b odst. 1 TZ: Státní zástupce může ve zkráceném přípravném řízení s podezřelým sjednat dohodu o vině a trestu...
- § 2330 odst. 1 OZ: Ubytovaný může smlouvu vypovědět před uplynutím ujednané doby.
- § 2443 OZ: Příkazce může příkaz odvolat podle libosti, nahradí však příkazníkovi náklady, které do té doby měl, a škodu, pokud ji utrpěl, jakož i část odměny přiměřenou vynaložené námaze příkazníka.